# تومای ایر چاد
تومای ایر چاد (به انگلیسی: Toumaï Air Tchad) یک شرکت هواپیمایی حامل پرچم کشور چاد با کد یاتا 9D است که در تاریخ ۲۰۰۴ میلادی تأسیس شد.
دفتر مرکزی تومای ایر چاد در انجامنا، چاد واقع شده‌است و قطب این شرکت هواپیمایی در فرودگاه بین‌المللی انجامنا قرار دارد. همهٔ پروازهای این شرکت هوایی در سال ۲۰۰۸ میلادی به حالت تعلیق درآمدند و اکنون پرواز انجام نمی‌دهد.

## مقصدهای پروازی
مقصدهای پروازی تا ژوئیه ۲۰۰۸ before پیش از تعلیق پروازها:

### آفریقا
- بنین
  - کوتونو (فرودگاه کژیون)
- کامرون
  - دوالا (فرودگاه بین‌المللی دوالا)
  - یائونده (فرودگاه بین‌المللی یائونده)
- جمهوری آفریقای مرکزی
  - بانگی (فرودگاه بین‌المللی بانگوئی ام‌پوکو)
- چاد
  - آبشی (فرودگاه ابچه)
  - ام تیمان (فرودگاه‌ام تیمان)
  - Faya-Largeau (فرودگاه فایا لارگی)
  - موندو (فرودگاه مووندوو)
  - انجامنا (فرودگاه بین‌المللی انجامنا) قطب اصلی
  - Sarh (فرودگاه سره)
- ساحل عاج
  - آبیجان (فرودگاه پورت بوئت)
- گابن
  - لیبرویل (فرودگاه بین‌المللی لیبرویله)
- جمهوری کنگو
  - برازاویل (فرودگاه مایا-مایا)
- توگو
  - لومه (فرودگاه لومه-توکین)

### آسیا
- عربستان سعودی
  - جده (فرودگاه بین‌المللی ملک عبدالعزیز) (فصلی)
- امارات متحده عربی
  - شهر دبی (فرودگاه بین‌المللی دوبی)